# أوشا نارايانان
أوشا نارايانان (بالبورمية: တင့်တင့်) الملقبة بـتينت تينت، حيث كانت السيدة الأولى للهند منذ عام 1997م حتى عام 2002م.
كانت متزوجة من نارايانان، الرئيس العاشر للهند، عندما تولى زوجها الرئاسة، نُصبت أوشا نارايانان السيدة الأولى للهند احنبية الأصل، حيث لعبت دورًا رئيسيًا في أنشطة الرعاية الاجتماعية للمرأة التي بدأتها في المقر الرئاسي.

## بداية حياتها
ولدت أوشا نارايانان «تينت تينت» في عام 1922م، في ياميثين، بورما. حيث التحقت بجامعة رانجون وحصلت على درجة البكالوريوس في الآداب، وبعد تخرجها، عملت كمدرسة محاضرة في قسم اللغة البورمية وآدابها.
واصلت دراساتها العليا في مدرسة دلهي للعمل الاجتماعي من خلال منحة دراسية، وحصلت على درجة الماجستير في الآداب وتخصصت في «تأخرات الطفولة».

## آواخر حياتها
أثناء العمل في رانغون، بورما (ميانمار الآن)، التقى نارايانان بـتينت تينت، الذي تزوجها لاحقًا في دلهي في 8 يونيو 1951م. حيث كانت «تينت تينت» نشطًة في YWCA وعند سماعها أن نارايانان كان طالبًا في لاسكي، اقتربت منه ليتحدثوا عن الحرية السياسية أمام دائرة معارفهما. احتاج زواجهم إلى تصريح خاص من «جواهر لال نهرو» وفقًا للقانون الهندي، لأن نارايانان كان في IFS وهي كانت أجنبية. تبنت تينت تينت الاسم الهندي أوشا وأصبحت مواطنة هندية.
عملت أوشا نارايانان في العديد من برامج الرعاية الاجتماعية للنساء والأطفال في الهند وحصلت على درجة الماجستير في الخدمة الاجتماعية من مدرسة دلهي للعمل الاجتماعي. كما قامت بترجمة ونشر العديد من القصص القصيرة البورمية؛ فنشرت مجموعة من القصص المترجمة لـثين بي مينت بعنوان الحلو والمر، في عام 1998م.
لديها ابنتان، شيترا نارايانان (سفيرة الهند السابقة في سويسرا وليختنشتاين والكرسي الرسولي) وأمريتا نارايانان.
توفيت عن عمر يناهز 84 عامًا في 24 يناير 2008م الساعة 5:30 مساءً في مستشفى سير جانجا رام.